# Prozessregister
Das Prozessregister ist das Aufzeichnungsregister des Rechtsanwalts, in dem er alle neuen Akten kontinuierlich einträgt. Dieses Register dient der fortlaufenden Aufzeichnung der neuen anwaltlichen Akten. 

## Inhalt
In das Prozessregister eingetragen werden zumeist:
- Fortlaufende Nummer im Prozessregister und / oder Aktenzeichen
- Bezeichnung der Sache (siehe Kurzrubrum)
- Gegenstand der Auseinandersetzung
- Sofern es sich um einen Rechtsstreit handelt Gericht und gerichtliches Aktenzeichen
- Datum der Aktenanlage
- Relevante Bemerkungen, bspw. zum aktuellen Verbleib der physischen Akte

Wird die betreffende Akte später abgelegt, so wird auch das Ablagedatum sowie ggf. die Nummer im Archiv im Prozessregister vermerkt. Sofern eine physische Akte geführt wird, ist dieser mit der Anlage ein Handaktenbogen beizufügen, auf welchem ebenfalls das eigene Aktenzeichen oder die Nummer der Sache im Prozessregister einzutragen ist. 
Das Prozessregister ist wesentlich für die Kollisionsprüfung des Anwalts. Anhand des Prozessregisters kontrolliert der Anwalt seine Aktenführung und hat die Möglichkeit, über ein Aktenzeichen schnell die zugehörige Handakte finden zu können. Kanzleisoftware wie etwa DATEV oder j-lawyer bietet die Möglichkeit, das Prozessregister vollständig digital zu führen. 